# Kviddtjärnen (Säfsnäs socken, Dalarna, 666054-142340)
Kviddtjärnen är en sjö i Ludvika kommun i Dalarna och ingår i Göta älvs huvudavrinningsområde. Sjön har en area på 0,0769 kvadratkilometer och ligger 352,3 meter över havet.

## Delavrinningsområde
Kviddtjärnen ingår i det delavrinningsområde (666206-142380) som SMHI kallar för Inloppet i Skärsjön. Medelhöjden är 334 meter över havet och ytan är 13,22 kvadratkilometer. Det finns ett avrinningsområde uppströms, och räknas det in blir den ackumulerade arean 18,4 kvadratkilometer. Sävälven som avvattnar avrinningsområdet har biflödesordning 4, vilket innebär att vattnet flödar genom totalt 4 vattendrag innan det når havet efter 394 kilometer. Avrinningsområdet består mestadels av skog (75 procent) och sankmarker (11 procent). Avrinningsområdet har 0,99 kvadratkilometer vattenytor vilket ger det en sjöprocent på 7,5 procent.